# Paweł Jałoszyński
Paweł Jałoszyński – polski biotechnolog i entomolog specjalizujący się w koleopterologii.

## Życiorys
W 1996 zdobył tytuł magistra biotechnologii na Wydziale Biologii Uniwersytetu im. Adama Mickiewicza w Poznaniu i w tymże roku rozpoczął pracę w Zakładzie Genetyki Człowieka PAN jako asystent, a potem adiunkt. W 2001 roku uzyskał stopień doktora nauk chemicznych w zakresie biochemii w Instytucie Chemii Bioorganicznej PAN. W latach 2001–2004 pracował w Banyu Tsukuba Research Institute, a w latach 2005–2006 był profesorem wizytującym Tsukuba University, gdzie następnie pracował jako stypendysta Foundation for Promotion of Cancer Research. W latach 2008–2009 pracował w Johann Wolfgang Goethe Universität we Frankfurcie. W 2010 roku objął stanowisko adiunkta w Muzeum Przyrodniczym Uniwersytetu Wrocławskiego. W 2013 roku za cykl prac poświęconych systematyce i filogenezie chrząszczy z plemienia Cephenniini otrzymał stopień doktora habilitowanego nauk biologicznych na Wydziale Nauk Biologicznych Uniwersytetu Wrocławskiego.
Badania Pawła Jałoszyńskiego skupiają się na systematyce, biologii, filogenezie, biogeografii, paleontologii, morfologii i anatomii postaci dorosłych, jak i larw kusakowatych z podrodziny Scydmaeninae. W jego dorobku znajduje się około 250 publikacji naukowych z zakresu entomologii i liczne publikacje popularnonaukowe. Opisał ponad 500 nowych gatunków i podgatunków oraz ponad 50 nowych rodzajów i podrodzajów. Odbył wyprawy entomologiczne do licznych krajów Europy, Bliskiego Wschodu, Japonii, Południowej Afryki czy Półwyspu Malajskiego. W 2004 roku otrzymał nagrodę The Coleopterist of the Year od japońskiego wydawnictwa Mushi-sha.